# Saint-Valérien (Yonne)
Saint-Valérien ist eine französische Gemeinde mit 1806 Einwohnern (Stand 1. Januar 2022) im Département Yonne in Burgund in der fruchtbaren Landschaft des Gâtinais gelegen. Für die umliegenden kleineren Gemeinden nimmt Saint-Valérien die Funktion eines Unterzentrums mit Arzt, Apotheke, Geschäften usw. wahr. Es gibt auch ein kleines Gewerbegebiet. In der Nähe liegt die alte Bischofsstadt Sens.

## Geographie
Erbaut zwischen den kleinen Flüssen Orvanne und Lunain, ungefähr hundert Kilometer südöstlich von Paris, liegt Saint Valérien an der Hauptstraße zwischen Nemours und Sens, und zwar 15 Kilometer von dieser entfernt.

## Geschichte
Zeugnisse menschlicher Kultur innerhalb der jetzigen Ortslage oder der unmittelbaren Umgebung sind sehr alt und wurden durch die Entdeckung von Werkzeugen aus der Steinzeit (Alt-, Mittel- und Jungsteinzeit), besonders in der Nähe der Quelle der Orvanne, nachgewiesen.
Am Anfang der christlichen Ära sind die Römer hier durchgezogen, über die Straße, die wir heute noch "Chemin de César" nennen, und gründeten dort eine Siedlung, deren Reste noch am Ende des 19. Jahrhunderts existierten.
Das älteste erhalten gebliebene Bauwerk von Saint-Valérien ist die Kirche aus dem 12. und dem 13. Jahrhundert.
Das Schloss wurde erst im 18. Jahrhundert auf dem Gelände einer ehemaligen Burg erbaut.

## Wirtschaft
Das jetzige Dorf zählt circa 1700 Einwohner einschließlich der umliegenden Weiler. Die erwerbstätige Bevölkerung findet noch zum großen Teil in kleinen oder mittleren Firmen und in der ortsansässigen Industrie Arbeit; die wichtigste Firma ist eine Fabrik für Schulmaterial. Der Handel wird durch die Nähe von Sens und seiner Supermärkte benachteiligt.
Im landwirtschaftlichen Bereich ist die Viehzucht beinahe verschwunden. An ihre Stelle ist der Getreideanbau und auch der Ölfruchtbau wie Raps und Sonnenblume getreten.

## Bildung
Neben einer Vorschule und einer Grundschule gibt es noch ein Collège mit verschiedenen Sportanlagen, das die Schüler aus dem Kanton Chéroy ab der 6. Klasse bis zur 9. Klasse aufnimmt.

## Partnergemeinden
- Seit 1970 ist Saint-Valérien die Partnergemeinde von Rhaunen/Hunsrück.
- Drebach, Sachsen